# Soloy
Soloy è un comune (corregimiento) della Repubblica di Panama situato nel distretto di Besiko, comarca di Ngäbe-Buglé, di cui è capoluogo. Si estende su una superficie di 113,1 km² e conta una popolazione di 4.153 abitanti (censimento 2010).